# オオイワトカゲ
オオイワトカゲ（大岩蜥蜴、Egernia major）は、トカゲ科イワトカゲ属に分類されるトカゲ。

## 概要
イワトカゲ属では最大の種であることが、和名の由来になっている。

## 分布
オーストラリアのクイーンズランド州南部及びニューサウスウェールズ州北部の亜熱帯雨林及び湿潤な硬葉樹林

## 形態
頭胴長300mm、全長500mm。全身の鱗には弱い隆起（キール）がある。成体の目の周りには白いアイリングがある。

## 生態
地表性。昼行性。
食性は雑食で、果実、昆虫類、節足動物、小型爬虫類、小型哺乳類等を食べる。
繁殖形態は卵胎生。